# Live at Budokan: Red Night
Live at Budokan: Red Night (LIVE AT BUDOKAN 〜RED NIGHT〜) es un álbum directo publicado por la banda japonesa Babymetal. El álbum fue lanzado físicamente en Japón el 7 de enero de 2015. Los pedidos anticipados recibieron un boleto para descargar "Road of Resistance" de forma gratuita.

## Lista de canciones
| N.º | Título                                | Duración |  |
| 1.  | «Megitsune»                           | 5:19     |  |
| 2.  | «Doki Doki ☆ Morning»                 | 4:02     |  |
| 3.  | «Gimme Chocolate!!»                   | 3:58     |  |
| 4.  | «Iine!»                               | 4:15     |  |
| 5.  | «Catch Me If You Can»                 | 5:54     |  |
| 6.  | «Uki Uki ★ Midnight»                  | 3:29     |  |
| 7.  | «Rondo of Nightmare» (Akumu no Rondo) | 3:41     |  |
| 8.  | «Onedari Daisakusen»                  | 3:37     |  |
| 9.  | «Song 4» (4 no Uta)                   | 6:00     |  |
| 10. | «Akatsuki»                            | 5:31     |  |
| 11. | «Babymetal Death»                     | 5:51     |  |
| 12. | «Headbanger»                          | 5:31     |  |
| 13. | «Ijime, Dame, Zettai»                 | 8:58     |  |

iTunes and Recochoku bonus track
| iTunes and Recochoku bonus track |                      |          |  |
| N.º                              | Título               | Duración |  |
| 14.                              | «Road of Resistance» | 5:19     |  |

## Posicionamiento en lista
| Lista (2015)                       | Posiciones |
| ---------------------------------- | ---------- |
| Japan (Oricon Daily Albums Chart)  | 2          |
| Japan (Oricon Weekly Albums Chart) | 3          |
| Japan (Billboard Japan Top Albums) | 3          |
| UK Independent Albums Breakers     | 18         |
| U.S. Billboard Heatseekers Albums  | 21         |
| U.S. Billboard World Albums        | 3          |